# Maladie de Yushō
Ne pas confondre avec le Yūshō en sumo.
La maladie de Yushō (油症) (littéralement trouble de l'huile) est un empoisonnement par des polychlorobiphényles (PCB) qui a eu lieu dans le nord de Kyûshû, au Japon, en 1968,.

## Histoire
En janvier 1968, durant le processus de production, de l'huile de son de riz de la société Kanemi a été contaminée par des PCB et des polychlorodibenzofuranes (PCDF).
Afin d'être désodorisée, l'huile est chauffée dans des chambres à vide grâce à des serpentins contenant un fluide caloporteur (PCB). Un des serpentins a été percé par la corrosion et une erreur de maintenance. Du PCB s'est alors écoulé dans l'huile de riz. Les responsables de la production se sont aperçus de la contamination mais ont malgré tout commercialisé l'huile en tant que complément alimentaire à des éleveurs de volaille et à des consommateurs pour une utilisation en cuisine.
En février-Mars 1968, les agriculteurs ont commencé à reporter que leurs volailles étaient en train de mourir en raison d'une apparente difficulté à respirer ; au total 400 000 oiseaux sont morts. Environ 14 000 personnes ayant consommé de l'huile de riz contaminée ont été affectés au Japon. Les symptômes les plus courants incluaient des lésions oculaires et cutanées, une irrégularité du cycle menstruel et un abaissement de la réponse immunitaire. D'autres symptômes comprenaient notamment de la fatigue, des maux de tête, de la toux et des lésions inhabituelles de la peau. Il y a eu également, chez les enfants, des rapports de faible développement cognitif.
Une affaire similaire, baptisée la maladie de Yu-cheng (chinois : 油症), a eu lieu à Taiwan en 1979. Encore une fois, de l'huile de riz chauffée par des serpentins contenant des PCB a été contaminée. Les mêmes symptômes et conséquences physiologiques que pour la maladie de Yushō ont été observés en particulier sur les enfants, résultant d'une exposition aux PCB et PCDF.
Des études ont été menées sur les animaux afin de comprendre les mécanismes d'action des PCB et des PCDF et leurs effets. Les scientifiques ont découvert que de faibles concentrations de PCB peuvent tuer les poissons et d'autres espèces sauvages. De fait, leur utilisation dans les procédés de production a été réduite.